# Adam Harrington
Adam Harrington (* 5. Juli 1980 in Bernardston, Massachusetts) ist ein US-amerikanischer ehemaliger Basketballspieler und heutiger -trainer, der auf der Position des Guards spielte. Er steht zurzeit in der NBA für die Brooklyn Nets als Assistenztrainer unter Vertrag.
Collegebasketball spielte Adam an der Auburn University und der North Carolina State University. In der Saison 2002/03 bestritt Harrington insgesamt 19 Spiele in der NBA für die Dallas Mavericks und die Denver Nuggets. Die Mavericks nahmen ihn am 1. Oktober 2002 als Free Agent unter Vertrag, entließen ihn aber einige Zeit später wieder. Am 23. März 2003 konnte Adam dann zunächst einen Zehntagesvertrag bei den Nuggets bekommen, der am 2. April dann bis zum Ende der laufenden Saison verlängert wurde.
In der Saison 2006/07 spielte Adam in der Basketball-Bundesliga für die Brose Baskets. Für die Mannschaft aus Bamberg erzielte er in 11 BBL-Spielen durchschnittlich 7,1 Punkte.
Außerdem war Harrington für Shansi Dongshen Kylins in China, Columbus Riverdragons (NBDL), Bnei Hasharon in Israel, CB Gran Canaria in Spanien und KK Cedevita Zagreb in Kroatien aktiv. Er gilt als sicherer Schütze aus dem Feld und von der Freiwurflinie. Danach spielte er abwechselnd in der D-League und in Frankreich bei Limoges CSP Nach einem weiteren Jahr bei Kotwica Kołobrzeg in Polen, beendete er 2010 seine aktive Karriere.
Harrington ist verlobt. Im Rahmenprogramm des NBA All-Star Weekends 2008 gewann Harrington den Dreipunktewurfwettbewerb der NBA D-League. Adam Harrington hatte einen Gastauftritt auf dem 2010 erschienenen Album The Evolution of Chaos der Thrash-Metal-Band Heathen, bei dem er die spoken words im Song A Hero's Welcome eingesprochen hat.